# Eddy Cael
Eddy Cael (Wervik, 24 oktober 1945) is een Belgisch voormalig wielrenner.

## Carrière
Cael nam driemaal deel aan een grote ronde maar reed er maar een uit. Verder won hij enkele kleinere koersen zoals Westrozebeke, Omloop van het Houtland en Textielprijs Vichte.

## Overwinningen
1966
- Beselare, amateurs

1973
- GP Raf Jonckheere

1974
- Nieuwpoort
- Kruiseke-Wervik

1975
- Woesten
- Omloop van het Houtland

1976
- GP Lanssens Crelan
- Textielprijs Vichte

1977
- Moorsele
- Wervik

1978
- Lommel
- Zomergem-Adinkerke

1979
- Wervik
- Deel b Liefdadigheidscriterium

1980
- Ottignies

## Resultaten in de voornaamste wedstrijden
| Jaar | Ronde van Italië | Ronde van Frankrijk | Ronde van Spanje |
| ---- | ---------------- | ------------------- | ---------------- |
| 1970 |                  |                     |                  |
| 1971 |                  |                     |                  |
| 1972 |                  |                     |                  |
| 1973 |                  |                     |                  |
| 1974 |                  | opgave              |                  |
| 1975 |                  | opgave              |                  |
| 1976 |                  |                     | 47e              |
| 1977 |                  |                     |                  |

| Jaar | Ronde van Vlaanderen | Parijs-Roubaix | Luik-Bast.‑Luik |
| ---- | -------------------- | -------------- | --------------- |
| 1970 |                      |                |                 |
| 1971 | 57e                  |                |                 |
| 1972 |                      |                | 26e             |
| 1973 |                      |                | 33e             |
| 1974 |                      |                |                 |
| 1975 |                      |                |                 |
| 1976 |                      | 35e            |                 |
| 1977 |                      |                |                 |

Wielerploegen van Eddy Cael
Cael ·
Catteeuw (tot 30/06) ·
Cuyle (vanaf 09/08) ·
David ·
De Brauwere ·
De Witte ·
Dedeckere ·
Demedts ·
Demeyer ·
Fontaine ·
Godefroot ·
Goossens ·
Hendrickx (tot 30/06) ·
Jacques (vanaf 09/08) ·
Maertens ·
Martens ·
Pollentier ·
Van Damme ·
Van De Maele ·
Van De Vijver ·
Van Looy ·
Van Malderghem ·
Van Moer · 
Vanackere ·
Verplancke ·
Verschaeve
Ardouin ·
Cael ·
Coene ·
Cuyle ·
David ·
De Witte ·
Dedeckere ·
Delépine ·
Demeyer ·
Fontaine ·
Godefroot ·
Guimard ·
Jacques ·
Maertens ·
Martens ·
Moneyron ·
Pollentier ·
Sanquer ·
Sersté (vanaf 02/05) ·
Van De Maele ·
Van der Slagmolen ·
Van De Vijver ·
Van Geebergen ·
Vanspringel ·
Verplancke ·
Verschaeve
Beyssens ·
Cael ·
Cuyle ·
Dedeckere (vanaf 30/09) ·
Demeyer ·
Desruelle (vanaf 30/09) ·
Giustizia (vanaf 03/09) ·
Hesters ·
Loder (vanaf 15/06) ·
Maertens  ·
Michiels ·
Ongenae ·
Pollentier ·
Schmid (vanaf 01/06) ·
Schroyens ·
Tabak ·
Van de Poel ·
Van der Slagmolen ·
Van De Vijver ·
A. Van Vlierberghe ·
F. Van Vlierberghe ·
Vanspringel ·
Verhaegen ·
Verplancke ·
Verschaeve · 
Verschuere
Bukacki ·
Cael ·
Colman ·
Govaerts ·
Houbrechts ·
Huygelen ·
Jacques ·
Rompelberg ·
Schönbacher ·
Schurgers ·
Tourné ·
Van der Stappen ·
Van Gils ·
Van Landeghem ·
Van Looy ·
Verbraeken ·
Vrijders ·
Wijnants
Beyssens ·
Boeve ·
Cael ·
Desaever ·
Dumont ·
Jagsch ·
Jesson ·
Kelly ·
Libouton ·
Loos ·
Malfait ·
Myngheer ·
Onghena ·
Pollentier · 
Sonnet · 
Van Gastel ·
Vanmarcke ·
Verschaeve